# Last Thursdayism
El último juevesismo (en inglés Last Thursdayism) es una religión paródica que postula que el universo fue creado el jueves pasado, pero con el aspecto físico de miles de millones de años de antigüedad. En consecuencia los libros, los fósiles, la luz de estrellas distantes, y literalmente todo (incluyendo las memorias del tiempo) se formó en el momento de la creación, el jueves pasado, en un estado  que aparenta mucho mayor edad.
La religión funciona como muestra filosófica de como nuestras observaciones pueden no coincidir con la realidad e implica una reducción al absurdo de la idea creacionista  del omfalismo: si el mundo fue creado hace 6000 años con la apariencia de tener miles de millones de años, ¿qué es lo que nos impide afirmar que se hizo el jueves pasado?

## Falsabilidad
La siguiente cita de  la página recopilatoria Fundies Say the Darndest Things explica por qué la gente encuentra la idea del último jueves difícil de comprender: 

El último juevesismo es falso porque recuerdo claramente los acontecimientos de antes del jueves pasado. No se puede sostener que Dios pudo haber fijado nuestras mentes y experiencias para hacernos pensar que solo sentimos cosas antes del jueves pasado. Por ejemplo tengo una nota con fecha de «Miércoles, 15 de julio de 2009». Esto no sería posible si el mundo fue creado el jueves 16 de julio de 2009. Los espectadores racionales (y, en realidad, cualquier persona con verdadero sentido común) pueden detectar la falla en el argumento anterior: si Dios puso sus recuerdos de los acontecimientos antes del jueves pasado en su mente, entonces parecería que recordaba algo "antes". Debido a que el último juevesismo puede explicar cualquier cosa: Funciona como una hipótesis infalsificable (muy parecida a la tierra de cinco minutos).
Fundies Say the Darndest Things

## Orígenes
Bertrand Russell explicó en 1921 las dificultades de probar que el universo fue creado, intacto, en un punto establecido en el pasado en su «hipótesis de cinco minutos»:

No hay imposibilidad lógica en la hipótesis de que el mundo comenzó a existir hace cinco minutos, con una población que recuerda un pasado completamente irreal. No hay una conexión lógicamente necesaria entre los acontecimientos en épocas diferentes; por lo tanto nada de lo que está sucediendo ahora o va a suceder en el futuro puede refutar la hipótesis de que el mundo comenzó hace cinco minutos.
Bertrand Russell

La idea gradualmente ganó popularidad; el 25 de agosto de 1996 la Iglesia del jueves pasado envió su manifiesto al foro de Usenet talk.origins de Michael Keane. Esta versión es similar al Pastafarismo, y afirma que el universo fue creado el jueves pasado y que el próximo jueves tendrá lugar el juicio final.
En algunos círculos, sobre todo en el talk.origins, el Último juevesismo es tomado como un cisma del Último martesismo basado en la creencia de que el mundo fue creado el martes pasado.
El manifiesto del último juevesismo afirma que:
- El universo fue creado el jueves y expirará el jueves.
- El universo fue creado por ti como una prueba para ti mismo.
- Serás recompensado o castigado cuando este universo expire basado en tus acciones aquí.
- Todo el mundo excepto usted fue colocado aquí y programado para actuar como partes de su entorno de prueba.
- Todos menos tú lo saben.